# Тануш Топия
Тануш Топия (ум. 1467) — албанский феодал XV века, один из ближайших сподвижников Георгия Кастриоти (Скандербега).

## Биография
Представитель дворянского рода Топия, перешедшего из православия в католичество. В 1444 году вместе со своим дядей Андреем Топия участвовал в создании Лежской лиги, военно-политического союза албанских феодалов во главе со Скандербегом.
В 1467 году Тануш Топия командовал пехотой во время Второй осады Круи турками-османами. После осады он больше не упоминается в исторических источниках, и некоторые исследовали предполагают, что он погиб во время осады или умер вскоре после ней.